# Henri Duparc
Henri Duparc (21. ledna 1848 Paříž – 12. února 1933 Monte-de-Marsan) byl přední francouzský skladatel druhé poloviny 19. a první poloviny 20. století, představitel romantismu. Svou popularitu si získal především jako spolutvůrce (spolu s Gabrielem Faurém) francouzské melodie či umělecké písně.

## Život

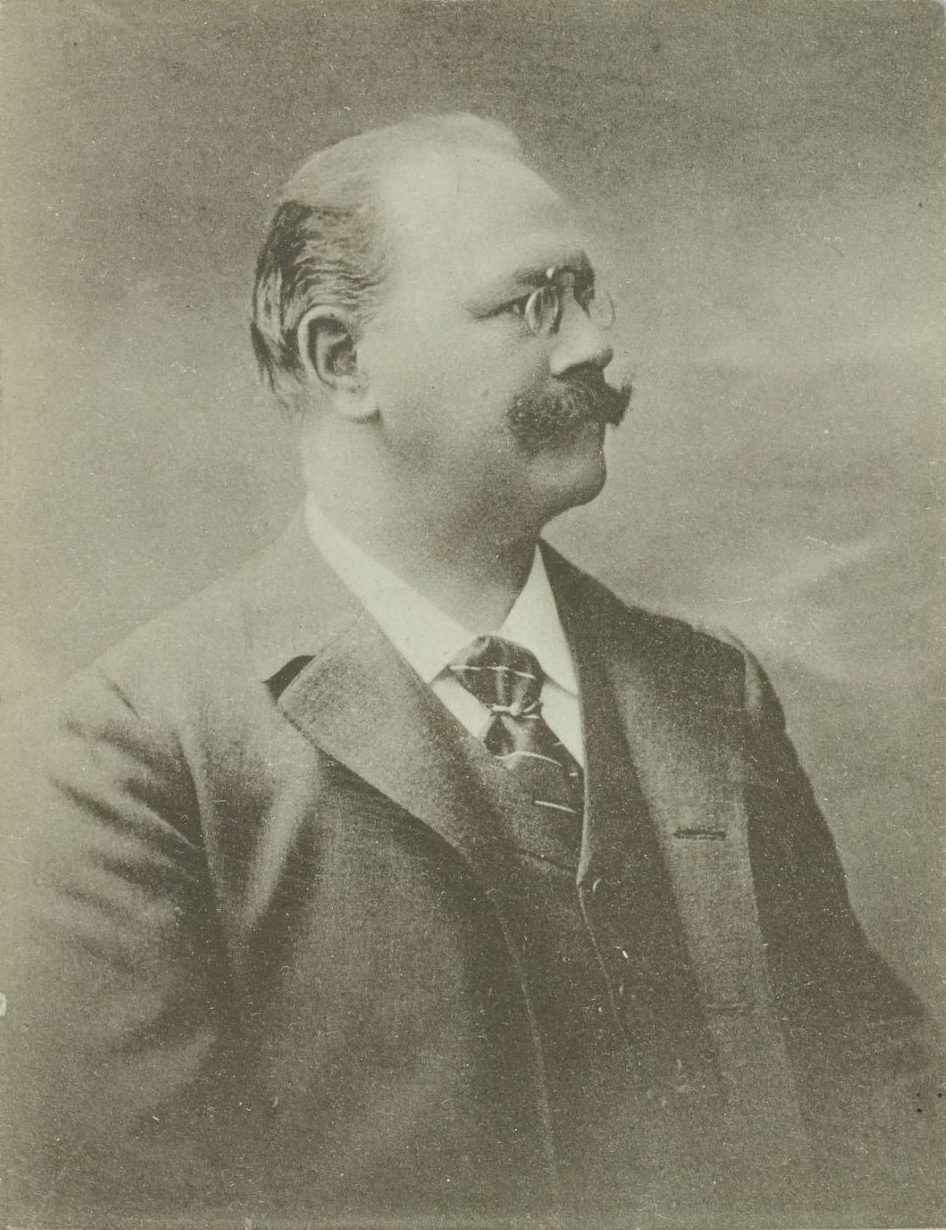
Henri Duparc na fotografii z devadesátých let.

I když ho hudba fascinovala již od dětských let, byl předurčen na právnickou kariéru. Nakonec však hudba zvítězila a během svých studií se poznal se svým vzorem a spolužákem Césarem Franckem, který mu poskytl několik užitečných rad týkajících se hudby a stal se jeho dobrým přítelem. Franckovým radám byl tak přístupný, že několik svých raných prací i zničil.
Je nutno dodat, že ač je někdy považován spolu s Faurém za tvůrce francouzské melodie či umělecké písně, jeho nízký počet děl je často srovnáván s podobě plodným skladatelem Gustavem Charpentierem. Jeho dílo totiž čítá jen cca šestnáct písní a jedno či dvě instrumentální díla. Špatně se prosazoval i kvůli své uzavřenosti.
Jeho vrcholné dílo se nejčasněji datuje od roku 1868, kdy do roku 1884 složil svých šestnáct písní, některé s alternativním orchestrálním doprovodem, o něž se nyní opírá jeho pověst. Jeho písně jsou především romantické, téměř wagnerovské, ale lze zde poznat vliv impresionisty Debussyho. Jeho uměleckou kariéru ukončila v roce 1885 srdeční mrtvice, po které se rozhodl, že komponování nechá. Následně se na popud svých nejbližších odstěhoval na venkov, kde se začal zajímat především o svou milovanou rodinu, malířství, historii a literaturu.
Na počátku 20. století oslepl. Jako věřící navštívil několikrát Lurdy a doufal v zázrak. Ke konci života ochrnul. Většinu svých posledních let strávil ve Švýcarsku. Zemřel 12. února 1933 ve francouzském Monte-de-Marsan. Je pohřben v Paříži na hřbitově Père-Lachaise.

## Dílo
- Six rêveries pour piano (1863-65)

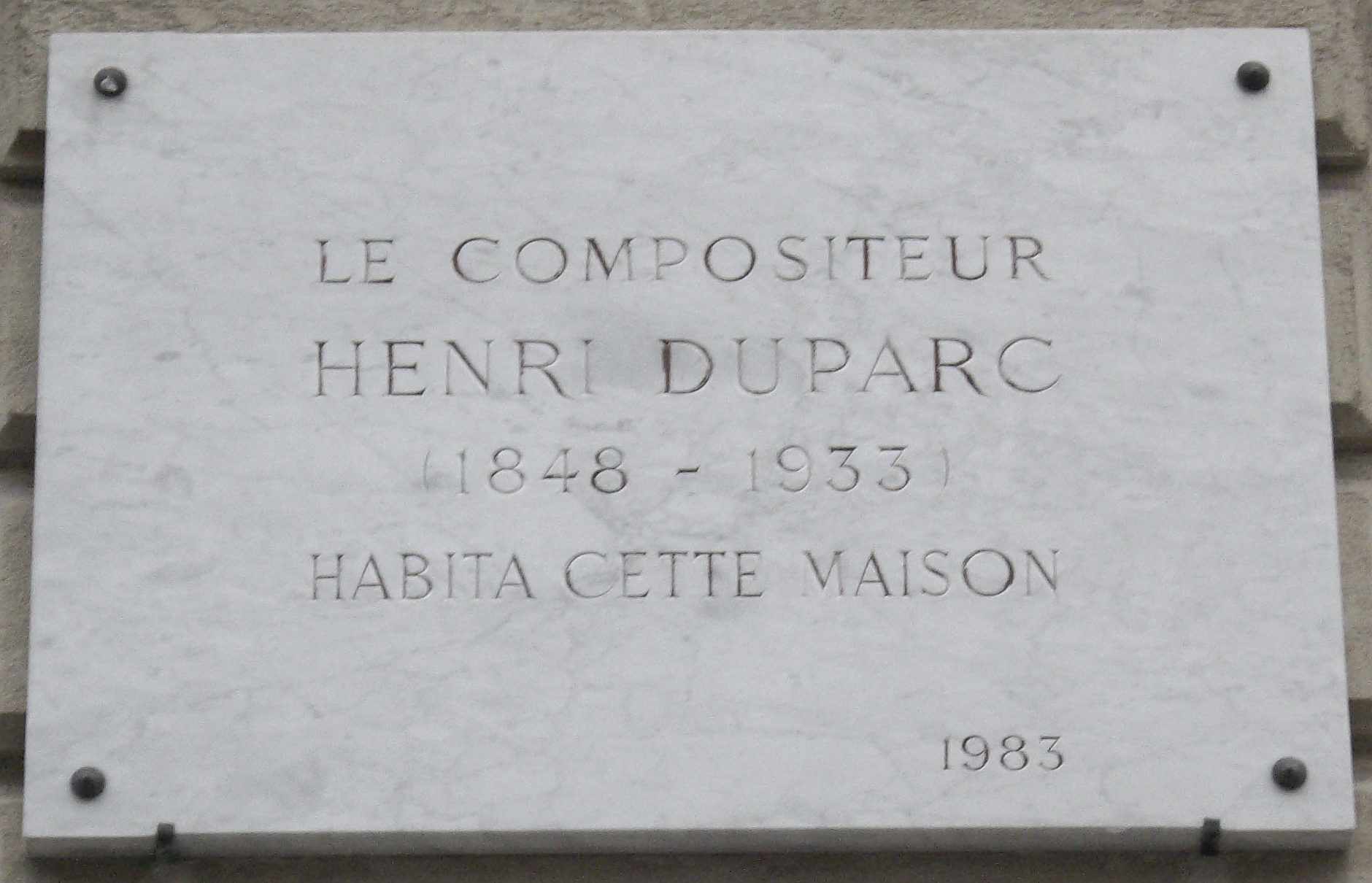
Pamětní deska v Paříži, 7 avenue de Villars

- Sonate pour violoncelle et piano (1867)
- Feuilles volantes pour piano (1867-69)
- Cinq mélodies, op. 2 (zpěv a klavír, 1869)
- Beaulieu pour piano (1869)
- Au pays où se fait la guerre (text Théophile Gautier, zpěv a klavír, 1869-70)
- L'Invitation au voyage (text Charles Baudelaire, 1872, zpěv a klavír, orchestrální verse 1892–95)
- La vague et la cloche (text François Coppée, zpěv a klavír, 1873)
- Suite d'orchestre (ztraceno, 1872)
- Phidylé (text Leconte de Lisle, zpěv a klavír, 1889, verse s orchestrem 1891–92)
- Laendler, suite de valses pour orchestre (zničeno, 1873)
- Laendler (pro dva klavíry, 1873)
- Poème nocturne pro orchestr (1874)
- Elégie (text Ellen MacSwinny podle Thomase Moorea, zpěv a klavír, 1874)
- Extase (text Jean Lahor, zpěv a klavír, 1874)
- Lénore, symfonická báseň podle balady Gottfrieda Augusta Bürgera (1875, verse pro dva klavíry Camille Saint-Saëns 1875)
- Suite pour le piano (ztraceno,1877)
- Le manoir de Rosemonde (text Robert de Bonnières, zpěv a klavír, 1879)
- Roussalka (opera podle Alexandra Sergejeviče Puškina, nedokončeno, 1879-95)
- Sérénade (text Gabriel Marc, zpěv a klavír, 1880)
- Benedicat vobis Dominus (moteto pro 3 smíšené hlasy a varhany, 1882)
- Lamento (text Théophile Gautier, zpěv a klavír,	1883)
- Testament (text Armand Silvestre, zpěv a klavír, 1883)
- La vie antérieure (text Charles Baudelaire, zpěv a klavír, 1884)
- Recueillement (zničeno, zpěv a klavír, 1886
- Danse lente (z opery Rusalka, 1892)
- Aux étoiles pour piano (1910)
- Aux étoiles (orchestr, 1911)

Literární práce a dopisy
- César Franck pendant le Siège de Paris, in « Revue musicale », Paris, December 1922.
- Souvenirs de la Société Nationale, in « Revue de la Société internationale de Musique », Paris, December 1912.
- Lettre à Chausson, in « Revue musicale », December 1925.
- Duparc Henri : Une Amitié mystique, d'après ses lettres à Francis Jammes. (Preface and comments by G. Ferchault). Mercure de France, Paris, 1944.
- Gérard, Y. (Ed.). Lettres de Henri Duparc à Ernest Chausson, in « Revue de Musicologie » (N° 38) 1956, p. 125.
- Sérieyx, M.-L. (Ed.). Vincent d’Indy, Henri Duparc, Albert Roussel : lettres à Auguste Sérieyx. Lausanne, 1961.